# Кодекс прапора Індії
Кодекс прапора Індії – це набір законів, практик і конвенцій, які застосовуються до демонстрації національного прапора Індії. Кодекс прапора Індії 2002 року розділений на три частини. Частина I кодексу містить загальний опис державного прапора. Частина II кодексу присвячена демонстрації державного прапора членами громадських, приватних організацій, навчальних закладів тощо. Частина III кодексу стосується демонстрації національного прапора урядами союзів і штатів, їх організаціями та установами. Кодекс прапора Індії 2002 року набув чинності 26 січня 2002 року.

## Історія
Раніше демонстрація національного прапора регулювалася положеннями Закону про емблеми та імена (запобігання неналежному використанню) 1950 року (№ 12 від 1950 року) та Закону про запобігання образам національної честі 1971 року (№ 69 від 1971). Кодекс прапора Індії 2002 року є спробою об’єднати всі такі закони, конвенції, практику та інструкції для керівництва та блага для всіх зацікавлених сторін. Адвокат Б.М. Бірадждар сказав: «Кодекс прапора Індії 2002 року дозволяє необмежену демонстрацію триколору, що відповідає честі та гідності прапора».
Складові Кодексу прапора Індії:
- Частина перша : Загальний опис державного прапора.
- Друга частина : Демонстрація національного прапора членами державних, приватних організацій, навчальних закладів тощо.
- Третя частина : Демонстрація національного прапора урядами Союзу чи штату та їхніми організаціями та установами.

### Конструкція прапора

Аркуш конструкції прапора
Детальна конструкція чакри Ашоки

## Загальний опис
| Розмір прапора | Ширина і висота (мм) | Розмір чакри Ашоки (мм) |
| -------------- | -------------------- | ----------------------- |
| 1              | 6300 × 4200          | 1295                    |
| 2              | 3600 × 2400          | 740                     |
| 3              | 2700 × 1800          | 555                     |
| 4              | 1800 × 1200          | 370                     |
| 5              | 1350 × 900           | 280                     |
| 6              | 900 × 600            | 185                     |
| 7              | 450 × 300            | 90                      |
| 8              | 225 × 150            | 40                      |
| 9              | 150 × 100            | 25                      |

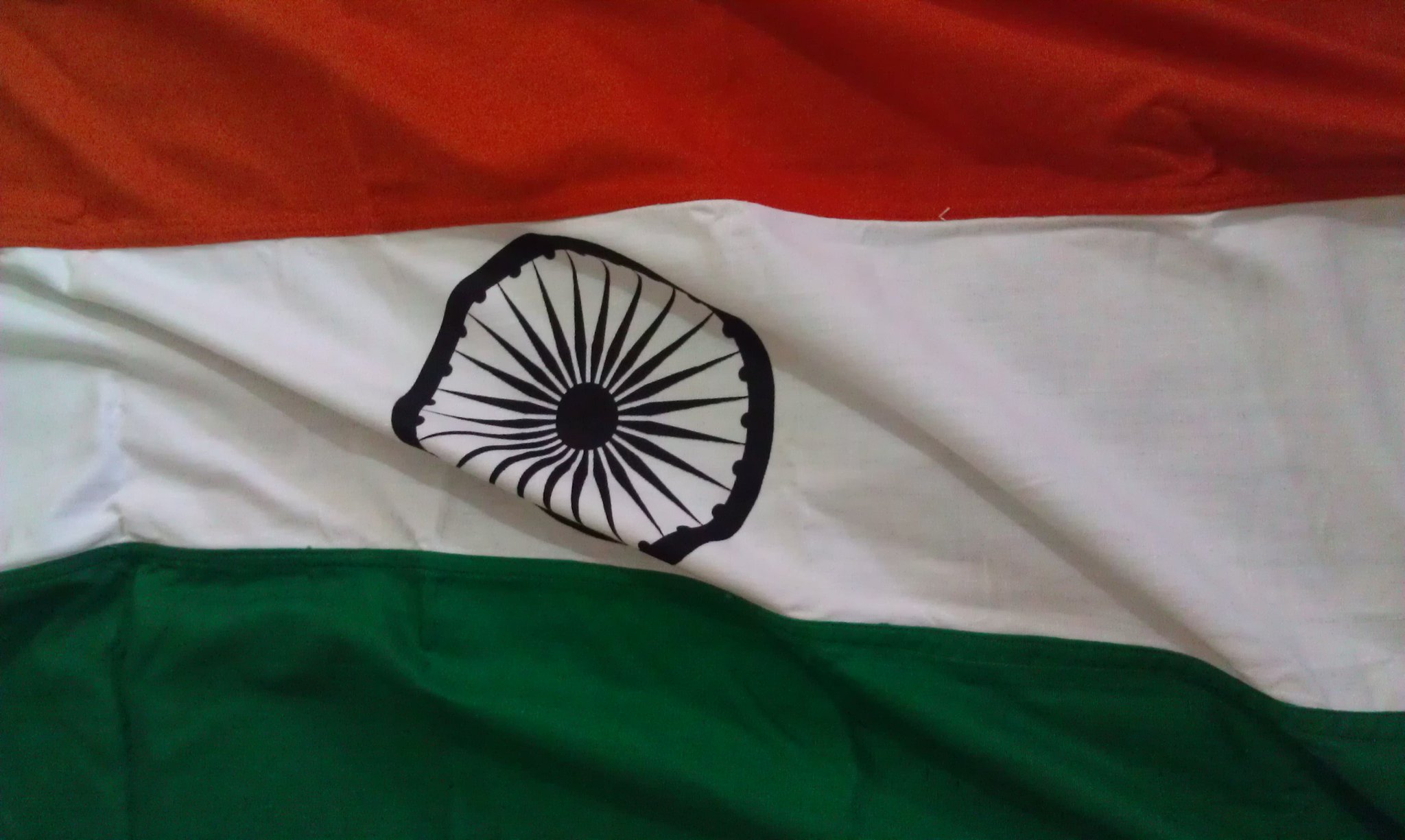
Тіранга пофарбована в шафрановий колір у верхній смузі, білу смугу в центрі, темно-зелену смугу внизу та темно-синю чакру Ашоки, розміщену в центрі білої смуги.

Національний прапор Індії офіційно описаний у Кодексі прапора Індії таким чином: «Колір верхньої смуги має бути кольору Індійського шафрану (Кесарі), а колір нижньої смуги — Індійсько-зелений. Середня смуга має бути білою, з зображенням чакри Ашоки темно-синього кольору в центрі з 24 спицями, розташованими на однаковій відстані."  Він був прийнятий у своєму нинішньому вигляді під час засідання Установчих зборів Індії, що відбулося 22 липня 1947 року, коли він став офіційним прапором Домініону Індія. Згодом прапор був збережений як прапор Республіки Індія. В Індії термін « триколор » ( гінді तिरंगा   , Tiraṅgā) майже завжди відноситься до національного прапора Індії. Прапор заснований на прапорі Сварадж, прапорі Індійського національного конгресу, розробленому Пінгалі Венкайя.
Хаді або тканина ручного прядіння була єдиним матеріалом, який дозволено використовувати для прапора, але поправка до Кодексу прапора в 2021 році дозволила використовувати поліестер та іншу тканину машинного виробництва. Сировиною для хаді є лише бавовна, шовк і вовна. Використовується два типи хаді: перший — це хаді-бантінг, який утворює тіло прапора, а другий — хаді-дак, яка є тканиною бежевого кольору, яка тримає прапор на древку. Хаді-дак — це нетрадиційний тип плетіння, який об’єднує три нитки в одне плетіння, порівняно з двома переплетеннями, які використовуються в традиційному плетінні. Цей вид плетіння надзвичайно рідкісний, і в Індії менше двадцяти ткачів сповідують цю майстерність. У рекомендаціях також зазначено, що на квадратний сантиметр має бути рівно 150 ниток, чотири нитки на стібок, а один квадратний фут повинен важити рівно 205 грамів.
Паперовий прапор може розмахувати громадськістю з нагоди важливих національних, культурних і спортивних подій. Однак такі паперові прапори не можна викидати або кидати на землю після події. Наскільки це можливо, його слід утилізувати приватно відповідно до гідності Прапора.

## Виставлення

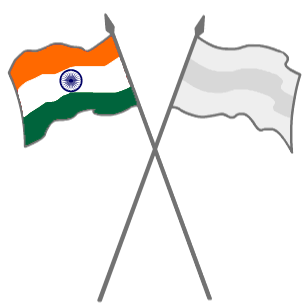
Протокол розміщення прапора Індії з прапором іншої країни

Правильне горизонтальне і вертикальне відображення прапора

Правила щодо правильних способів демонстрації прапора стверджують, що коли два прапори повністю розгорнуті горизонтально на стіні за подіумом, їхні підйомники мають бути спрямовані один до одного шафрановими смугами вгорі. Якщо прапор вивішується на короткому флагштоку, його слід прикріпити під кутом до стіни. Якщо два державні прапори вивішуються на схрещених древках, підйомники повинні бути спрямовані один до одного, а прапори мають бути повністю розгорнуті. Прапор ніколи не можна використовувати як тканину для покриття столів, трибун, подіумів чи будівель, а також драпірувати з перил. Кожного разу, коли прапор вивішується в приміщенні в залах під час публічних зборів чи зібрань будь-якого роду, він завжди має бути праворуч (ліворуч від спостерігачів), оскільки це є позиція влади. Отже, коли прапор вивішується поруч із доповідачем у залі чи іншому місці зустрічі, його потрібно розмістити праворуч від доповідача. Коли він виставляється в іншому місці залу, він повинен бути праворуч від аудиторії. Прапор має бути повністю розгорнутим із шафрановою смугою зверху. Якщо вивішувати вертикально на стіні за подіумом, шафранова смуга повинна бути ліворуч від глядачів обличчям до прапора з підйомним шнуром угорі.
Прапор, коли його носять під час процесії чи параду або з іншим прапором чи прапорами, має бути праворуч або окремо в центрі спереду. Прапор може бути відмітною ознакою відкриття статуї, пам’ятника чи меморіальної дошки, але ніколи не повинен використовуватися як покриття для об’єкта. На знак поваги до прапора його ніколи не можна опускати до особи чи речі, на відміну від полкових прапорів, прапорів організацій чи інституцій, які можна занурювати як знак пошани. Під час церемонії підняття чи спуску прапора, а також при проходженні прапора на параді чи огляді всі присутні мають бути повернуті до прапора обличчям і стояти на місці. Присутні у формі повинні віддати відповідне вітання.

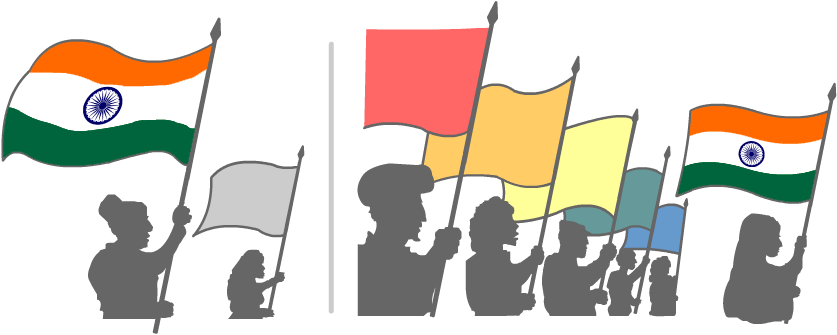
Прапорна хода

Коли прапор знаходиться в колоні, що рухається, присутні стоять уважно або салютують, коли прапор проходить повз них. Висока особа може прийняти салют без головного убору. Після вітання прапора слід виконати державний гімн.

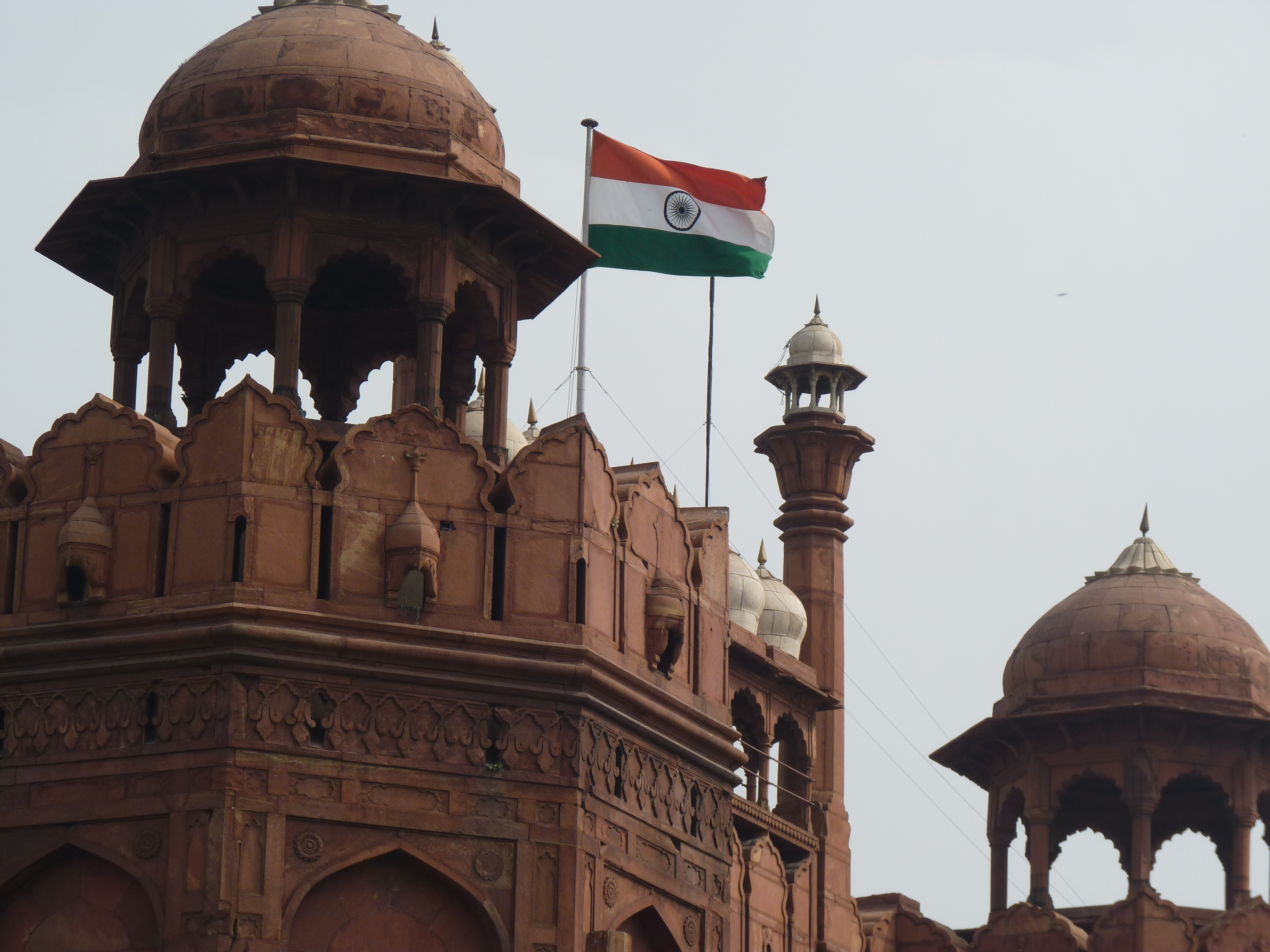
Індійський прапор на Червоному форті

Право розвішувати національний прапор на транспортних засобах обмежується президентом, віце-президентом, губернаторами та віце- губернаторами індійських штатів і союзних територій, главами місій/постів Індії за кордоном у країнах, де вони акредитовані, прем’єр-міністром та інші міністри Кабінету Міністрів; державні міністри та заступники міністрів Союзу; Головний міністр та інші міністри Кабінету міністрів штату або союзної території; Державні міністри та заступники міністрів штату чи союзної території; Спікер Лок Сабха; заступник голови Раджя Сабха; заступник спікера Лок Сабха; Голови законодавчих рад у штатах; спікери законодавчих зборів штатів і союзних територій; Головний суддя Індії; судді Верховного суду; головний суддя вищих судів; Судді вищих судів.
Прапор має майоріти з древка, міцно прикріпленого або посередині, або на передній правій стороні автомобіля. Коли іноземний чиновникк подорожує в автомобілі, наданому урядом, прапор має майоріти з правого боку автомобіля, а прапор іноземної країни – з лівого боку. Прапор має бути вивішений на літаку, який перевозить цих конституційних посадовців; Президент, віце-президент, прем’єр-міністр, голова юстиції Індії та спікер Лок Сабхи під час візиту до іншої країни. Поряд з національним прапором також має бути вивішений прапор відвідуваної країни; однак, коли літак приземляється в країнах на маршруті, натомість будуть підвішені національні прапори відповідних країн. Під час перевезення Президента в межах Індії, літаки вивішують прапор з того боку, з якого Президент сідає; прапор так само вивішується на поїздах, але тільки коли поїзд стоїть або наближається до залізничної станції.
Коли індійський прапор вивішується на території Індії разом з іншими національними прапорами, загальне правило полягає в тому, що індійський прапор повинен бути відправною точкою всіх прапорів. Коли прапори розташовані по прямій лінії, крайнім правим прапором є прапор Індії, а за ним інші національні прапори в алфавітному порядку. У колі індійський прапор є першою точкою, а за ним йдуть інші прапори в алфавітному порядку. При такому розміщенні всі інші прапори мають бути приблизно однакового розміру, і жоден інший прапор не повинен бути більшим за прапор Індії. Кожен національний прапор також має вивішуватись на власному стовпі, і жоден прапор не повинен розміщуватися вище іншого. Крім того, що індійський прапор є першим, він також може бути розміщений у рядку чи колі за алфавітом. При розміщенні на схрещених древках індійський прапор повинен бути перед іншим прапором і праворуч (ліворуч від спостерігача) від іншого прапора. Єдиним винятком із попереднього правила є коли він вивішується разом із прапором Організації Об’єднаних Націй, який може бути розміщений праворуч від прапора Індії.
Коли індійський прапор демонструється разом із ненаціональними прапорами, включаючи корпоративні прапори та рекламні банери, правила стверджують, що якщо прапори розташовані на окремих древках, прапор Індії має бути посередині або крайнім лівим від точки зору глядачів або принаймні на один прапор вище за інші прапори в групі. Його флагшток має бути попереду інших стовпів у групі, але якщо вони на одному древку, це має бути найвищий прапор. Якщо прапор несеться в процесії разом з іншими прапорами, він повинен бути на чолі маршової процесії, або, якщо його нести з рядом прапорів у рядку, він повинен бути винесений праворуч від процесії.

## Приспущення прапора
Прапор має бути приспущений на знак державної трауру. Рішення про це приймає президент Індії, який також вирішує період такого трауру. Коли прапор має бути приспущений, його потрібно спочатку підняти до верхівки щогли, а потім повільно опустити. Лише індійський прапор приспущений; всі інші прапори залишаються на нормальній висоті.
У разі смерті наступних високопоставлених осіб національний прапор має бути приспущений на місцях, зазначених проти кожного в день смерті високопоставленої особи.
1. Прапор приспускається по всій країні після смерті будь-якого з цих конституційних органів влади під час виконання обов’язків: прем’єр-міністра, президента, віце-президента.
2. Прапор приспускають у Делі після смерті голови Верховного суда Індії або спікера Лок Сабхи.
3. У зв’язку зі смертю суддів Верховного Суду та міністрів Союзу його приспускають у Делі, у штаті їх походження та їхніх відповідних департаментах по всій Індії.
4. У разі смерті губернаторів, віце-губернаторів, головних міністрів і головних суддів високих судів прапори приспускаються у відповідних штатах і союзних територіях. Для суддів Високого суду та вищих міністрів урядів штатів він приспущений у відповідних округах походження.

Примітка: якщо смерть збігається з Днем республіки (26 січня), Днем незалежності (15 серпня), Ганді Джаянті (2 жовтня) або річницею заснування держави, прапор не повинен бути приспущений, за винятком будівель, у яких розміщено тіло загиблого, померлого сановника. Однак навіть у таких випадках прапор має бути піднятий на повну щоглу, коли тіло пересувається з будівлі.
Відзначення державного трауру у зв'язку зі смертю іноземних чиновників регулюється спеціальними інструкціями, виданими в окремих випадках Міністерством внутрішніх справ. Однак у разі смерті глави держави або глави уряду іншої країни індійська місія, акредитована в цій країні, може приспустити національний прапор. Під час державних, військових, центральних поліцейських сил похорону прапор вивішується над носилом або труною з шафраном у напрямку до голови носила або труни. Прапор не можна опускати в могилу чи спалювати на багатті.

## Підняття національного прапора є основоположним правом
Колегія на чолі з головним суддею Індії В.Н. Кхаре заявила, що згідно зі статтею 19(1)(a) Конституції Індії громадяни мають основне право вивішувати національний прапор на своїх територіях протягом року, за умови, що приміщення не підривають гідність державного прапора.